# Club Deportivo Guano
El Club Deportivo Guano, conocido también como Deportivo Guano, es un equipo profesional de fútbol de la ciudad de Guano, provincia de Chimborazo. Actualmente se desempeña en la Segunda Categoría de Ecuador. 
Está afiliado a la Asociación de Fútbol No Aficionado de Chimborazo (AFNACH).

## Historia
El club fue fundado en 2016 como Club Especializado Formativo Deportivo, con la idea de promover el deporte en el cantón Guano y dar una oportunidad a los jóvenes futbolistas de la localidad para mostrarse en torneos FEF. Sus actividades en el fútbol profesional empezaron en la temporada 2017 donde tras una muy buena actuación consiguió el subcampeonato provincial y junto con el que se ha convertido en su clásico rival de patio, el Club Alianza, clasificaron a la fase zonal representando a la provincia. En la instancia nacional estuvo en la Zona 2 junto con Chacaritas de Pelileo, Puerto Quito de Pichincha, Deportivo Puyo, Mineros de Bolívar y Valle de Quijos de Napo; concluyó su participación en el tercer lugar del grupo.
Para 2018 se repite la historia a año seguido, Alianza como campeón y el Super Depor como subcampeón del torneo provincial. En la fase zonal se reestructuraron las zonas y el Deportivo Guano quedó en la Zona 6 con San Francisco de Azogues, América de Ambato, Primero de Mayo de Bolívar y Deportivo Morona; finalizó en el segundo puesto y avanzó a la siguiente ronda. En los cuadrangulares semifinales compartió grupo con Guayaquil Sport, Cantera del Jubones, Alianza Cotopaxi, este último terminaría ascendiendo a la Serie B al finalizar el torneo, Deportivo Guano finalizó en el tercer lugar del Grupo B.
Llegó la temporada 2019 y por tercer año consecutivo Deportivo Guano logró el subcampeonato provincial y la clasificación a los zonales nacionales. Integró la Zona 6 con Unibolívar, Pelileo Sporting Club, San Francisco y El Recreo de Pastaza; tras unas notables 10 fechas ganó el grupo y avanzó como primero a los cuadrangulares semifinales. En esa ronda estuvo en el mismo grupo con San Francisco, Otavalo Fútbol Club, Vargas Torres de Esmeraldas, el sueño del ascenso concluiría ahí.
En 2020, año en que apareció la pandemia de COVID-19, el torneo provincial solo otorgó un cupo a los remozados play-offs nacionales, Deportivo Guano terminó en segundo lugar del torneo provincial.
El 2021 trajo un campeonato provincial con más participantes y más cupos para los play-offs. En la primera etapa el Depor estuvo en el Grupo B junto con Alianza, Deportivo Darwin y Chambo Fútbol Club, después de jugadas las seis fechas correspondientes, Deportivo Guano terminó en el primer lugar y esto le permitió clasificar a la final del torneo y a su vez aseguró su boleto para la fase nacional; en esta etapa se destacó la victoria sobre Alianza 2-0 en la primera fecha y el empate 1-1 en la última ante el clásico rival. En la final se enfrentó a Peñarol de Pallatanga, la ida jugada en Guano empató 1-1 y la vuelta disputada en Riobamba cayó por 1-2. El primera fase del Ascenso Nacional 2021 midió fuerzas contra la filial de Barcelona Sporting Club, Toreros Fútbol Club, avanzó ganándole los dos partidos, la ida 2-1 en Guano y la vuelta 1-0 en Guayaquil. En los dieciseisavos de final enfrentó al Imbabura Sporting Club, el equipo norteño se impuso en los dos partidos 1-2 y 0-3, de esa manera concluyó la participación en el año.

## Rivalidades
Desde su primera participación en torneos provinciales, se formó una rivalidad con el otro equipo de la localidad, el Club Social y Deportivo Alianza. Ambos clubes comparten los mismos colores representativos del cantón Guano, el verde y blanco; de igual manera usan el mismo recinto para sus partidos de local, el estadio Timoteo Machado.
La rivalidad creció desde el primer torneo provincial, dando como resultado cuatro títulos consecutivos para Alianza y cinco subtítulos consecutivos para Deportivo Guano. La primera victoria en el historial llegó en el 2021, específicamente el 20 de junio de aquel año, fue victoria 2-0 por la fecha 1 del torneo provincial. A continuación se muestra el historial de partidos entre ambas instituciones.

### Campeonatos nacionales
| Número | Fecha                    | Campeonato                           | Equipo local    | Equipo visitante | Resultado | Estadio         |
| ------ | ------------------------ | ------------------------------------ | --------------- | ---------------- | --------- | --------------- |
| 1      | 4 de junio de 2017       | Segunda Categoría de Chimborazo 2017 | Alianza         | Deportivo Guano  | 0–0       | Timoteo Machado |
| 2      | 25 de junio de 2017      | Segunda Categoría de Chimborazo 2017 | Deportivo Guano | Alianza          | 2–2       | Timoteo Machado |
| 3      | 20 de mayo de 2018       | Segunda Categoría de Chimborazo 2018 | Alianza         | Deportivo Guano  | 1–0       | Timoteo Machado |
| 4      | 15 de julio de 2018      | Segunda Categoría de Chimborazo 2018 | Deportivo Guano | Alianza          | 0–0       | Timoteo Machado |
| 5      | 25 de mayo de 2019       | Segunda Categoría de Chimborazo 2019 | Deportivo Guano | Alianza          | 1–2       | Timoteo Machado |
| 6      | 12 de julio de 2019      | Segunda Categoría de Chimborazo 2019 | Alianza         | Deportivo Guano  | 4–4       | Timoteo Machado |
| 7      | 19 de septiembre de 2020 | Segunda Categoría de Chimborazo 2020 | Deportivo Guano | Alianza          | 1–1       | Yaruquíes       |
| 8      | 20 de junio de 2021      | Segunda Categoría de Chimborazo 2021 | Alianza         | Deportivo Guano  | 0–2       | Timoteo Machado |
| 9      | 25 de julio de 2021      | Segunda Categoría de Chimborazo 2021 | Deportivo Guano | Alianza          | 1–1       | Timoteo Machado |

## Estadio
El club hace sus partidos de local en el estadio Timoteo Machado de la ciudad de Guano.
El estadio ha desempeñado un importante papel en el fútbol local, ya que los clubes de Guano como el Deportivo Guano y el Club Alianza hacen de local en este escenario deportivo, que participan en la Segunda Categoría de Ecuador. Grandes equipos del país han visitado el estadio Timoteo Machado por torneos de Segunda Categoría, por ejemplo el Aucas en 2011, donde consiguió un importante empate 0 : 0 contra Alianza de Guano, resultado que lo clasificaría al hexagonal final de ese año. Otro destacado encuentro fue el del año 2017 donde se enfrentó al Club Deportivo Alianza Cotopaxi, en un intenso partido tras ir perdiendo 0 : 1 logró darle la vuelta al marcador y al final la victoria fue para el Alianza de Guano por 2 goles a 1.
El estadio es sede de distintos eventos deportivos a nivel local, ya que también es usado para los campeonatos escolares de fútbol que se desarrollan en la ciudad en las distintas categorías, también puede ser usado para eventos culturales, artísticos, musicales de la localidad.
El estadio tiene instalaciones con camerinos para árbitros, equipos local y visitante, zona de calentamiento, cabinas de prensa, entre otros servicios para los aficionados.
Además el recinto deportivo es sede de:
- Campeonatos Interprovinciales e intercantonales de fútbol.[30]
- Entrenamientos disciplinas fútbol y atletismo.[31]

## Jugadores

### Plantilla 2024
- Actualizado en marzo de 2024.

- = Capitán.
- = Lesionado.

## Datos del club
- Temporadas en Segunda Categoría: 7 (2017-2021, 2023-presente)

## Palmarés

### Torneos provinciales
| Competición                           | Títulos | Subcampeonatos               |
| ------------------------------------- | ------- | ---------------------------- |
| Segunda Categoría de Chimborazo (0/5) |         | 2017, 2018, 2019, 2020, 2021 |